# Sofia Lugo
Sofia Lugo este un personaj din serialul tv american Prison Break, interpretat de actrița Danay Garcia